# New Japan Pro-Wrestling
New Japan Pro-Wrestling Co., Ltd. (新日本プロレスリング株式会社 Shin Nihon Puroresuringu Kabushiki-kaisha?), operando como New Japan Pro-Wrestling (NJPW) (新日本プロレスリング Shin Nihon Puroresu, NJPW?), y a veces mencionada simplemente como New Japan, es una empresa de lucha libre profesional japonesa con base en Nakano, Tokio. Fundada por Antonio Inoki en 1972 tras su salida de Japan Wrestling Association, la promoción fue vendida a Yuke's, quien luego la vendió a Bushiroad en 2012. TV Asahi y Amuse, Inc. poseen acciones minoritarias de la compañía. Naoki Sugabayashi ha cumplido la función del chairman de la promoción desde septiembre de 2013, mientras que Hiroshi Tanahashi se desempeña como presidente de la promoción desde diciembre de 2023. En la actualidad es la mayor y más longeva promoción de lucha libre del país nipón, y a nivel mundial es una de las mayores promociones de lucha libre del mundo, por detrás de la WWE. Durante la mayor parte de su historia, su estilo imperante ha sido el Strong-Style, impuesto por Inoki, pero con el paso del tiempo se ha ido diversificando con multitud de influencias nuevas.
Debido a su programa de televisión emitido en TV Asahi, NJPW es la mayor promoción de lucha libre profesional en Japón y una de las más grande del mundo. Estuvo afiliada a la National Wrestling Alliance en varios momentos de su historia. NJPW ha tenido acuerdos de trabajo con varias empresas de lucha libre y artes marciales mixtas en todo el mundo, incluyendo WWE, All Elite Wrestling, World Championship Wrestling, Total Nonstop Action Wrestling, Full Impact Pro, Ring of Honor, PRIDE Fighting Championships, Consejo Mundial de Lucha Libre, entre otras. El mayor evento de NJPW es el show realizado el 4 de enero en el Tokyo Dome, que se celebra cada año desde 1992 y actualmente se promociona bajo el nombre de Wrestle Kingdom.

## Historia
Después de ser despedido de Japan Wrestling Association, Antonio Inoki se estableció por sí mismo con algunos de sus compañeros fundando su propia empresa, que recibió el nombre de New Japan Pro-Wrestling. Esta promoción daba a Inoki la oportunidad de mostrar su visión de la lucha libre, influenciada por las raíces competitivas del deporte y las artes marciales. Por ello, New Japan se basó en demostrar que el puroresu era la mejor de las artes marciales, y ganó popularidad trayendo a artistas marciales extranjeros para enfrentarse a Inoki, quien se erigió en su máxima estrella, dando lugar al estilo llamado Strong-Style. La promoción al completo recibió el apodo de "King of Sports", y su fundador se convirtió en una suerte de héroe nacional, representando a Japón y su cultura contra los luchadores foráneos del mismo modo en que el famoso Rikidozan había hecho años atrás. El primero de estos "villanos" (heels) fue Tiger Jeet Singh, que mantuvo un enfrentaiento con Inoki y los demás nativos, entre los que se hallaban Seiji Sakaguchi y Strong Kobayashi. En 1972, la promoción tenía ya un programa fijo en TV Asahi.
New Japan fue aceptada en la National Wrestling Alliance en 1975. Sin embargo, debido a la influencia de Giant Baba, director de la empresa rival All Japan Pro Wrestling, Inoki no fue aceptado como miembro. En su lugar, el vicepresidente Sakaguchi y el directivo Hisashi Shinma se convirtieron en los representantes. Como Baba tampoco había permitido que NJPW pudiera manejar el NWA World Heavyweight Championship, los directivos de New Japan consiguieron un acuerdo de trabajo con la World Wide Wrestling Federation, lo que llevó a Japón a Hulk Hogan, Bob Backlund y otros. Hogan se hizo enormemente popular y fue uno de los primeros en derrotar limpiamente a Inoki. La enemistad con All Japan continuó durante la década de los 80, y AJPW comenzó a disputar a Inoki los luchadores americanos que llegaban a Japón, ya que ambas dependían de ellos. La escena cambió en abril de 1981, ya que tres días después de que TV Asahi estrenara el anime Tiger Mask II, Satoru Sayama hizo su retorno a Japón bajo el nombre de Tiger Mask y revolucionó el panorama de la lucha libre de peso crucero, que hasta entonces había sido marginal, puesto que tanto AJPW como NJPW se habían dedicado casi enteramente a los peso pesado. Otros crucero como Dynamite Kid, Tatsumi Fujinami y Shiro Koshinaka se hicieron famosos con rapidez. Con todo ello, los luchadores extranjeros empezaron a perder interés, recayendo ahora la atención del público sobre las nuevas estrellas de Japón. Entre ellas, Riki Choshu se convirtió en el primer heel japonés, y dio lugar en NJPW al notorio triple feudo entre la facción de Inoki, la de Choshu y la de los antiguos miembros de IWE Japan.
En el verano de 1983, sin embargo, New Japan se enfrentó a una crisis. Tiger Mask se retiró inesperadamente, y el trío de directivos de New Japan, Inoki, Sakaguchi y Shinma, fueron depuestos por un escándalo monetario relacionado con los fondos de NJPW, lo que hizo resentirse su reputación. Inoki y Sakaguchi volvieron a sus puestos poco después, pero Shinma fue expulsado, y por ello creó otra compañía llamada Universal Wrestling Federation, que logró captar a multitud de miembros jóvenes, entre los que se hallaba el sucesor de Inoki, Akira Maeda. A la vez, Choshu y sus fieles dejaron también NJPW y fundaron Japan Pro Wrestling, aliándose con All Japan. Por último, NJPW perdió su acuerdo con la WWF, problema que Inoki enmendó parcialmente creando los primeros campeonatos propios de New Japan. En 1986, los miembros de UWF (que eran ahora los populares representantes de un formato llamado Shoot-Style) volvieron a NJPW, y aunque esto trajo nuevo éxito a la empresa bajo el argumento de una "invasión", ocasionó que Maeda empezara a tener fricciones reales con Inoki. Un año más tarde, Choshu volvió a New Japan, lo que marcó el final de la crisis. New Japan estaba viento en popa de nuevo, y el debut de Big Van Vader trajo mayor interés del público, si bien el evento mismo fue lo bastante accidentado como para que la promoción tuviera prohibido usar el Sumo Hall durante años. Mientras tanto, la presencia de Maeda y los suyos duró hasta 1988, año en que fue despedido por atacar a Choshu en un combate; por ello Maeda y sus fieles, quejándose además de salarios bajos, volvieron a abandonar NJPW para fundar Newborn UWF, que constituyó un nuevo y fortalecido rival para New Japan. En esta, el estrellato de Inoki recaía ya sobre Choshu y Tatsumi Fujinami.
La década de 1990 trajo nuevos cambios. Entre ellos estaba el G1 Climax, destinado a crear nuevas estrellas, y su éxito fue tal que decidió celebrarse cada año. Las principales que surgieron de él fueron Keiji Muto, Masahiro Chono y Shinya Hashimoto, quienes serían el futuro de la compañía. El año siguiente, New Japan produjo su primer show en el Tokyo Dome, otra tradición que pasaría a ser permanente. En esta época, un acuerdo con Wrestle Association R permitió la historia de una nueva invasión, dirigida por su director Genichiro Tenryu; este sería el último hombre en vencer limpiamente a Inoki, que se retiró de la competición poco después. Su ceremonia de retiro marcó la época más exitosa de la promoción, consiguiendo las audiencias más altas no sólo de Japón, sino de la historia de la lucha libre profesional. Aprovechando la ola, Riki Choshu se convirtió en booker de New Japan y pasó su lugar a su pupilo Kensuke Sasaki; así mismo, consiguió poco después otro acuerdo, esta vez con la empresa estadounidense World Championship Wrestling. Los contactos con esta promoción produjeron un incremento de las storylines sobre el contenido de las luchas y un mayor énfasis en la división de peso crucero, encabezada por Jushin Liger y sus colegas de esta y otras promociones. Una serie de programas conjuntos con Union of Wrestling Forces International, la última compañía de Shoot-Style, trajo aún mayor éxito y eliminó a una parte de la competencia.
En 1999, con el auge de las artes marciales mixtas (MMA) en Japón, Inoki decidió aprovechar su popularidad y estableció tratos con empresas como PRIDE Fighting Championships y K-1. A través de ellos, Inoki trajo luchadores de MMA a competir en New Japan como figuras dominantes y envió a miembros de New Japan a combatir en MMA, concediendo campeonatos y ascensos a los que se ofrecían voluntarios para promover el intercambio. Estas decisiones fueron cada vez más controvertidas, ya que en muchos casos supusieron un deterioro de la popularidad de miembros establecidos de la promoción, y ocasionaron la ida de Keiji Muto, Riki Choshu y otros muchos trabajadores. A pesar de las pérdidas, Inoki insistió con esta política durante varios años más, creando una división de MMA y combinándola con la lucha libre en los eventos mayores. Esto produjo una espiral descendente en el éxito de New Japan Pro-Wrestling que no se detuvo hasta que, en 2005, Inoki se vio obligado a vender sus acciones a Yuke's y a abandonar la empresa por desacuerdos con los demás directivos. Después de un proyecto fallido con Brock Lesnar en 2006, la nueva dirección se deshizo de las influencias de las MMA y volvió al formato antiguo, logrando una lenta pero segura recuperación.

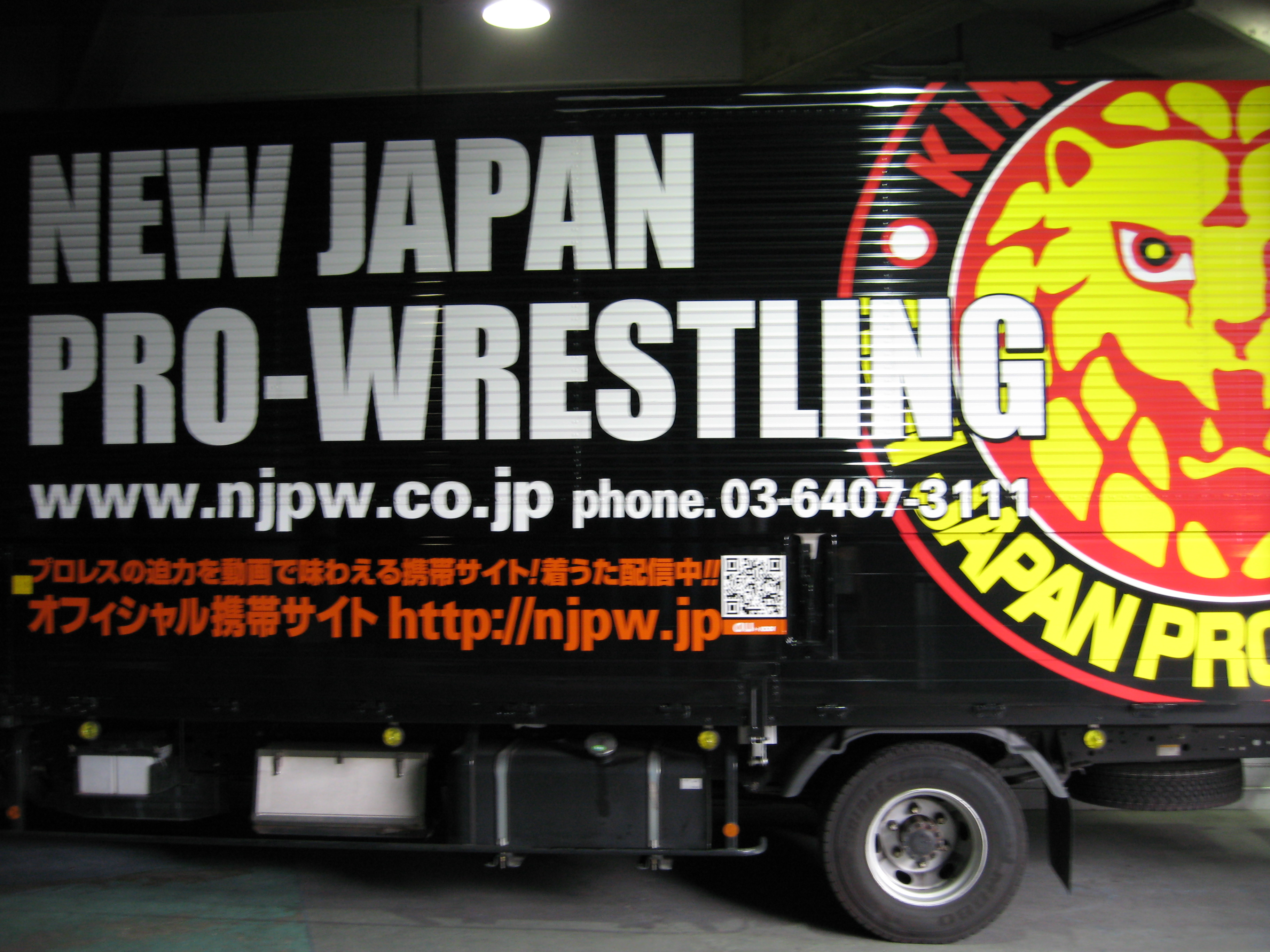
Camión de producción en el Pabellón Korakuen en Tokio.

El 4 de enero de 2011, NJPW anunció oficialmente la primera gira de la promoción que se llevaría a cabo en Estados Unidos, bajo el nombre de NJPW Invasion Tour 2011: Attack on East Coast, la cual se celebraría en mayo de ese año. La gira consistió en tres eventos realizados en Rahway, Nueva Jersey el 13 de mayo, Nueva York el 14 de mayo y en Filadelfia el 15 de mayo, así como también un trabajo en conjunto con la promoción independiente Jersey All Pro Wrestling (JAPW). Como parte de la gira, NJPW presentó un nuevo título, el Campeonato Intercontinental de la IWGP. El 31 de enero de 2012, Yuke's anunció que había vendido todas las acciones de New Japan Pro-Wrestling a la compañía de juegos de cartas Bushiroad por ¥ 500 millones ($ 6.5 millones).
La compañía emitió su primer evento pago por visión por internet, el cuarto día del torneo G1 Climax 2012, el 5 de agosto de 2012. El 8 de octubre de 2012, el evento King of Pro-Wrestling marcó la primera vez que los espectadores de fuera de Japón pudieron solicitar un pago por visión mediante la promoción a través de Ustream. El 5 de octubre de 2012, la empresa anunció la creación del Campeonato de Peso Abierto NEVER, que se disputaría en la serie NEVER. Un torneo de dos días para determinar el campeón inaugural se llevó a cabo entre el 15 y el 19 de noviembre de 2012.
En febrero de 2014, NJPW anunció una asociación con ROH, lo que significó el regreso de la promoción a América del Norte el mes de mayo del mismo año para presentar dos eventos; Global Wars en Toronto y War of the Worlds en la ciudad de Nueva York. Durante la gira, los luchadores de NJPW también participaron en un evento organizado por la promoción canadiense Border City Wrestling (BCW). Un año después, NJPW y ROH anunciaron otra gira juntos para producir cuatro eventos más; War of the Worlds 2015 el 12 y 13 de mayo en Filadelfia y las Global Wars 2015 el 15 y 16 de mayo en Toronto.
En junio de 2014, la promoción anunció una asociación con la empresa estadounidense Global Force Wrestling (GFW), dirigida por Jeff Jarrett. En noviembre de 2014, GFW anunció que transmitiría Wrestle Kingdom 9 en pago por visión en los Estados Unidos como un evento de cuatro horas. También en noviembre del mismo año, la cadena estadounidense AXS TV anunció que había adquirido los derechos para retransmitir una serie de trece episodios de luchas de NJPW de parte de TV Asahi. La serie se estrenó el 16 de enero de 2015 y se emitió semanalmente los viernes. Con un promedio de 200.000 espectadores por episodio, el programa fue considerado un éxito, lo que llevó a AXS TV y TV Asahi a firmar un acuerdo por varios años para continuar transmitiendo el programa. En junio de 2016, el programa también fue adquirido por la cadena canadiense Fight Network. El 1 de diciembre de 2014, NJPW y TV Asahi anunciaron NJPW World, un nuevo sitio web de transmisión por streaming de todos los eventos de la empresa para todo el mundo.
El 18 de julio de 2015, NJPW anunció la "Nueva Concepción IWGP", una estrategia de expansión global centrada en sus asociaciones internacionales con CMLL, GFW, ROH, RPW, wXw y NWA, además de la celebración de más eventos en Tailandia, Singapur y Taiwán. También se anunció el proyecto Lion's Gate, que contaría con luchadores novatos de NJPW y forasteros realizando luchas de prueba en un esfuerzo por ganar un lugar en la promoción. Finalmente, se anunció que existían planes para llevar a la empresa al público con una cotización en el mercado bursátil dentro de tres a cinco años.
El 21 de diciembre de 2015, la empresa anunció la creación de su séptimo título activo y el primer campeonato de equipo de tres luchadores en la historia de la promoción, el Campeonato en Parejas de Peso Abierto 6-Man NEVER. El 5 de enero de 2016, NJPW anunció una asociación con la agencia de talentos Amuse con el objetivo de hacer de los luchadores de la promoción estrellas reconocidas internacionalmente, siguiendo el ejemplo de Dwayne "The Rock" Johnson.
En marzo de 2017, NJPW se asoció con el Dōjō del luchador de la empresa Bad Luck Fale, una instalación de entrenamiento de lucha libre dirigida por él, con sede en Nueva Zelanda. NJPW utilizaría la asociación como una oportunidad para explorar talentos de Oceanía. El mes siguiente, el 24 de abril de 2017, se anunció que NJPW presentaría conjuntamente las eliminatorias japonesas para el torneo Pro Wrestling World Cup auspiciado por la promoción británica What Culture Pro Wrestling (WCPW).
El 12 de mayo de 2017, NJPW anunció la creación de un nuevo título; el Campeonato de los Estados Unidos de la IWGP, con el campeón inaugural siendo coronado durante el evento G1 Special in USA llevado a cabo en Long Beach, California, los días 1 y 2 de julio. Cuatro días después, NJPW celebró una conferencia de prensa para anunciar planes para establecer una empresa subsidiaria, incluido un Dōjō, en los Estados Unidos. Se programó que una oficina de Los Ángeles se abriera antes de finales de 2017, con un Dōjō programado para abrirse a comienzos de 2018. El segundo evento estadounidense de NJPW, Strong Style Evolved, se llevó a cabo el 25 de marzo de 2018, también en Long Beach. En noviembre de 2017, NJPW firmó un acuerdo de televisión con Discovery Communications, que significaría llevar la programación de la compañía a 70 millones de hogares en la India a través de DSport. En enero de 2018, NJPW anunció la gira inaugural de la promoción en Australia, que consistió en cuatro eventos realizados bajo el nombre Fallout Down Under, y llevados a cabo entre los días 16 y 19 de febrero. En marzo de 2018, la empresa abrió el presupuestado Dōjō de los Estados Unidos en Los Ángeles, con Katsuyori Shibata sirviendo como el entrenador principal y el luchador de ROH Scorpio Sky sirviendo como entrenador asistente. El 13 de mayo de 2018, NJPW contrató a su primer presidente extranjero, el empresario holandés Harold Meij.
El 21 de octubre de 2019, NJPW finalmente anunció la formación de la nueva filial en Estados Unidos, llamada New Japan Pro-Wrestling of America. Durante el 2019 habían realizado un récord de 13 eventos en los Estados Unidos, con planes de duplicar eso en 2020, y se informó al mismo tiempo que NJPW y ROH no tienen eventos en conjuntos programados en un futuro. El 1 de agosto de 2020, fue presentado el programa semanal de la filial llamado NJPW Strong, el cual sería transmitido los viernes por la noche a través de NJPW World, anunciándose también una nueva edición de la New Japan Cup que se llevaría a cabo en dicho programa.
El 29 de septiembre, NJPW anunció que Meij ya no sería el presidente de la promoción, siendo reemplazado por Takami Ohbari el 23 de octubre, quien era el CEO de New Japan Pro-Wrestling of America.
En 2020, NJPW se asoció con United Wrestling Network (UWN) para producir su programa NJPW Strong, con sede en Estados Unidos. También en 2020, NJPW se asoció con Game Changer Wrestling (GCW) y Major League Wrestling (MLW), con ambas promociones enviando luchadores para participar en el torneo Super J-Cup. En febrero de 2021, fue reportado que NJPW se había asociado con All Elite Wrestling (AEW) e Impact Wrestling.

## Asociaciones
Aunque es poco frecuente, durante su historia, NJPW ha trabajado con otras promociones de lucha libre en esfuerzos de colaboración:
| Año                      | Empresa                        |
| ------------------------ | ------------------------------ |
| 1978-1985                | World Wrestling Federation     |
| 1991-1993                | World Championship Wrestling   |
| 2009-2011, 2021-2024     | Total Nonstop Action Wrestling |
| 2011-presente            | Consejo Mundial de Lucha Libre |
| 2014-2021, 2023-presente | Ring of Honor                  |
| 2014-2015                | Global Force Wrestling         |
| 2015-2016, 2022-presente | Pro Wrestling NOAH             |
| 2015-presente            | Revolution Pro Wrestling       |
| 2017-presente            | Costa Rica Wrestling Embassy   |
| 2019                     | The Crash                      |
| 2019-presente            | World Wonder Ring Stardom      |
| 2021-presente            | All Elite Wrestling            |
| 2023-presente            | Major League Wrestling         |

## Campeonatos actuales

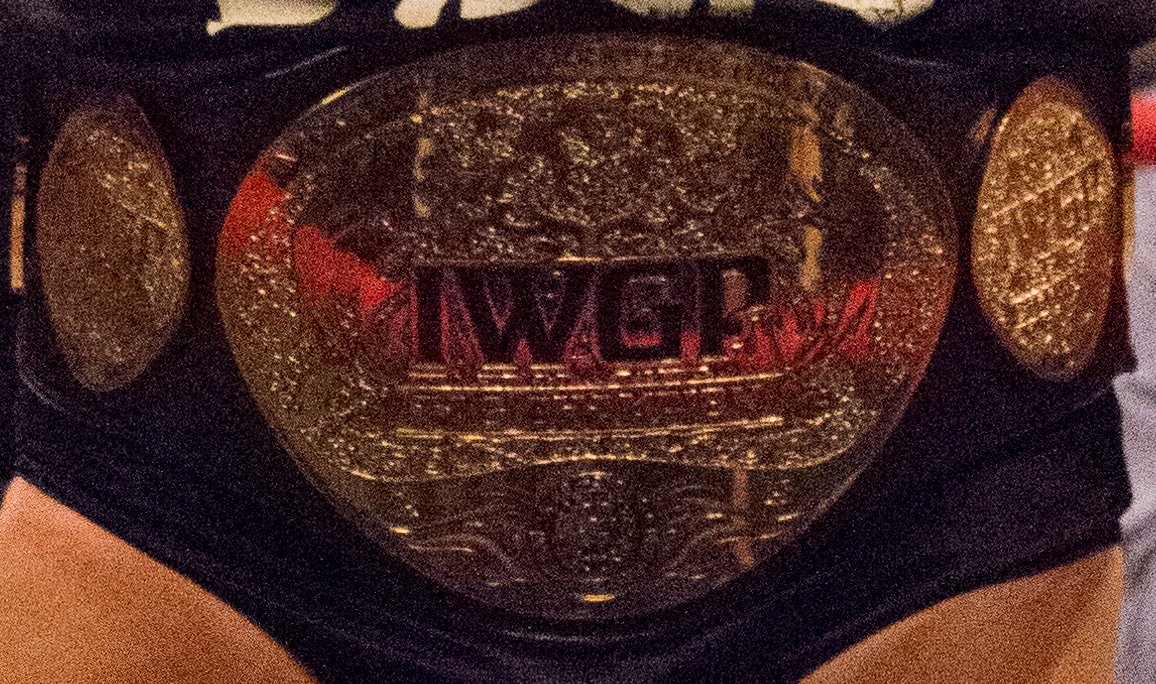
Diseño del acrónimo "IWGP".

NJPW posee 12 campeonatos principales activos. La mayoría de ellos tiene el acrónimo "IWGP" en su nombre, el cual corresponde a las iniciales del organismo rector de la empresa, el International Wrestling Grand Prix (Gran Premio Internacional de Lucha Libre, en español).
Por su parte, dos de ellos tiene el acrónimo "NEVER" de las palabras "New Blood", "Evolution", "Valiantly", "Eternal", y "Radical" ("Sangre Nueva", "Evolución", "Valentía", "Eterno" y "Radical", en español), lo cual estaba relacionado con el proyecto de NJPW de una serie de eventos, los cuales presentarían jóvenes talentos emergentes y luchadores externos que no estaban bajo contrato con NJPW.

## Próximos eventos
En la siguiente tabla, se exponen los eventos actuales de la NJPW en curso, a la izquierda el que acaba de ocurrir, en medio el evento en producción, y el derecho el evento por realizarse:

| Predecesor: Battle in the Valley | The New Beginning in Osaka 11 de febrero de 2025 | Sucesor: 53th Anniversary Event |

## Personal de New Japan Pro-Wrestling
Hasta la década de 1980, NJPW firmó a sus trabajadores por contratos plurianuales, antes de cambiar a un sistema, donde la promoción firmaba a sus luchadores por acuerdos de un año que expiraban a fines de cada enero. Luego de las salidas de A.J. Styles y Shinsuke Nakamura, el presidente de Bushiroad, Takaaki Kidani, anunció en febrero de 2016 que la promoción volvería a utilizar el sistema de contratos plurianuales. Los actuales contratos prohíben negociaciones con otras promociones, además de que cualquier contrato o acuerdo ofrecido a los luchadores bajo contrato con NJPW, necesitan de la aprobación de la promoción antes de ser firmado.

### Luchadores y otros

#### Luchadores (Heavyweight)
| Nombre             | Nombre Real           | Notas                                                             |
| ------------------ | --------------------- | ----------------------------------------------------------------- |
| Adrian Quest       | Adrian Uribe          |                                                                   |
| Bad Dude Tito      | Tito Escondido        |                                                                   |
| Bad Luck Fale      | Fale Simitaitoko      |                                                                   |
| Boltin Oleg        | Oleg Igorevich Boltin | Campeón de Peso Abierto NEVER.                                    |
| Chase Owens        | Chase Owens           |                                                                   |
| David Finlay       | David Finlay III      | Ganador de la New Japan Cup.                                      |
| Eddie Kingston     | Edward Moore          | Firmó contrato con All Elite Wrestling.                           |
| El Phantasmo       | Riley Vigier          | Campeón Televisivo de NJPW World.                                 |
| Evil               | Takaaki Watanabe      |                                                                   |
| Fred Rosser        | Frederick Rosser      |                                                                   |
| Gabe Kidd          | Gabriel McMenamin     | Campeón Global Peso Pesado de la IWGP.                            |
| Great-O-Khan       | Tomoyuki Oka          |                                                                   |
| Henare             | Aaron Henry           |                                                                   |
| Hirooki Goto       | Hirooki Goto          |                                                                   |
| Hiroshi Tanahashi  | Hiroshi Tanahashi     | Presidente.                                                       |
| Hiroyoshi Tenzan   | Hiroyoshi Yamamoto    |                                                                   |
| Jack Perry         | Jack Perry            |                                                                   |
| Jake Lee           | Lee Jae-kyung         |                                                                   |
| Jeff Cobb          | Jeffrey Cobb          |                                                                   |
| Jorel Nelson       | Jorel Nelson          |                                                                   |
| Konosuke Takeshita | Konosuke Takeshita    |                                                                   |
| Mikey Nicholls     | Michael Nicholls      |                                                                   |
| Minoru Suzuki      | Minoru Suzuki         | Contrato libre.                                                   |
| Ren Narita         | Ren Narita            |                                                                   |
| Royce Isaacs       | Isaac Hull            |                                                                   |
| Ryohei Oiwa        | Ryohei Oiwa           |                                                                   |
| Sanada             | Seiya Sanada          |                                                                   |
| Satoshi Kojima     | Satoshi Kojima        |                                                                   |
| Shane Haste        | Shane Veryzer         |                                                                   |
| Shingo Takagi      | Shingo Takagi         |                                                                   |
| Shota Umino        | Shota Umino           |                                                                   |
| Taichi             | Taichiro Maki         | Campeonato en Parejas de la IWGP.                                 |
| Togi Makabe        | Shinya Makabe         |                                                                   |
| Tom Lawlor         | Thomas Lawlor         |                                                                   |
| Tomoaki Honma      | Tomoaki Honma         | Contrato libre.                                                   |
| Tomohiro Ishii     | Tomohiro Ishii        | Campeón de Peso Abierto STRONG. Campeonato en Parejas de la IWGP. |
| Toru Yano          | Toru Yano             | Campeón en Parejas de Peso Abierto 6-Man NEVER.                   |
| YOSHI-HASHI        | Nobuo Yoshihashi      |                                                                   |
| Yota Tsuji         | Yota Tsuji            |                                                                   |
| Yuji Nagata        | Yuji Nagata           |                                                                   |
| Yujiro Takahashi   | Yujiro Takahashi      |                                                                   |
| Yuya Uemura        | Yuya Uemura           |                                                                   |
| Zack Sabre Jr.     | Lucas Eatwell         | Ganador del G1 Climax. Campeón Mundial Peso Pesado de la IWGP.    |

#### Luchadores (Junior heavyweight)
| Nombre             | Nombre Real         | Notas                                                 |
| ------------------ | ------------------- | ----------------------------------------------------- |
| Alex Zayne         | Alex Brandenberg    |                                                       |
| Blake Christian    | Christian Hubble    | Firmó contrato con Ring of Honor.                     |
| Callum Newman      | Callum Newman       |                                                       |
| Clark Connors      | Clark Connors       |                                                       |
| Dick Togo          | Shigeki Sato        |                                                       |
| Douki              | Tatsuya Hayama      | Campeón en Parejas Peso Pesado Junior de la IWGP.     |
| Drilla Moloney     | Daniel Moloney      |                                                       |
| El Desperado       | Kyosuke Mikami      | Campeón Peso Pesado Junior de la IWGP.                |
| Francesco Akira    | Francesco Begnini   |                                                       |
| Gedo               | Keiji Takayama      | Creativo principal.                                   |
| Hiromu Takahashi   | Hiromu Takahashi    |                                                       |
| Jado               | Shoji Akiyoshi      | Creativo secundario.                                  |
| Kevin Knight       | Kevin Knight        |                                                       |
| Kosei Fujita       | Kosei Fujita        | Ganador de Best of the Super Juniors.                 |
| Kushida            | Yujiro Kushida      |                                                       |
| Lio Rush           | Lionel Gerard Green | Contrato libre.                                       |
| Master Wato        | Hirai Kawato        | Campeón en Parejas de Peso Abierto 6-Man NEVER.       |
| Matt Vandagriff    | Matt Vandagriff     |                                                       |
| Robbie Eagles      | James McMathaus     |                                                       |
| Rocky Romero       | John Rivera         | Comentarista en inglés ocasional.                     |
| Ryusuke Taguchi    | Ryusuke Taguchi     |                                                       |
| Sho                | Sho Tanaka          | Campeón en Parejas Peso Pesado Junior de la IWGP.     |
| Taiji Ishimori     | Taiji Ishimori      |                                                       |
| TAKA Michinoku     | Takao Yoshida       | Contrato libre.                                       |
| The DKC            | Dylan Barrales      |                                                       |
| Tiger Mask IV      | Yoshihiro Yamazaki  |                                                       |
| Titán              | Desconocido         | Firmó contrato con el Consejo Mundial de Lucha Libre. |
| TJP                | Teddy James Perkins |                                                       |
| Volador Jr.        | Ramón Ibarra Rivera | Firmó contrato con el Consejo Mundial de Lucha Libre. |
| Yoh                | Yohei Komatsu       | Campeón en Parejas de Peso Abierto 6-Man NEVER.       |
| Yoshinobu Kanemaru | Yoshinobu Kanemaru  |                                                       |

#### Luchadores (Young Lions)
Un Young Lion es un luchador que todavía está en entrenamiento. New Japan Pro-Wrestling dirige su propio dojo de entrenamiento en Japón (NJPW Dojo) y en Los Ángeles (L.A. Dojo), junto con su afiliación al Fale Dojo en Nueva Zelanda. Estos luchadores se consideran de peso abierto y son libres de participar en cualquier torneo siempre que no superen los 100 kg (lo cual es raro para sus luchadores aprendices).
| Nombre            | Nombre Real       | Dojo | Notas |
| ----------------- | ----------------- | ---- | ----- |
| Daiki Nagai       | Daiki Nagai       | NJPW |       |
| Katsuya Murashima | Katsuya Murashima | NJPW |       |
| Masatora Yasuda   | Masatora Yasuda   | NJPW |       |
| Oskar Leube       | Oskar Münchow     | NJPW |       |
| Shoma Kato        | Shoma Kato        | NJPW |       |
| Yuto Nakashima    | Yuto Nakashima    | NJPW |       |

#### Equipos de NJPW
| Nombre           | Miembros | Notas                                        |
| ---------------- | --- | -------------------------------------------- |
| Bishamon         | Hirooki Goto y YOSHI-HASHI |                                              |
| Bullet Club      | Lista de miembros |                                              |
| Great Bash Heel  | Togi Makabe y Tomoaki Honma |                                              |
| House of Torture | Lista de miembros |                                              |
| Main Unit        | Boltin Oleg, El Desperado, El Phantasmo, Hirooki Goto, Hiroshi Tanahashi, Hiroyoshi Tenzan, Jado, Master Wato, Ryusuke Taguchi, Satoshi Kojima, Shota Umino, Taichi, The DKC, Tiger Mask IV, Togi Makabe, Tomoaki Honma, Tomohiro Ishii, Toru Yano, Yoh, YOSHI-HASHI, Yuya Uemura y Young Lions |                                              |
| Team Filthy      | Lista de miembros |                                              |
| Tencozy          | Hiroyoshi Tenzan y Satoshi Kojima |                                              |
| TMDK             | Bad Dude Tito, Mikey Nicholls, Shane Haste, Zack Sabre Jr., Robbie Eagles y Kosei Fujita |                                              |
| United Empire    | Lista de miembros | Campeones en Parejas de Peso Abierto STRONG. |

#### Personal secundario al aire
| Nombre                 | Nombre Real    | Notas                                  |
| ---------------------- | -------------- | -------------------------------------- |
| Alex Koslov            | Alex Sherman   | Comentarista en inglés de NJPW Strong. |
| Chris Charlton         | Chris Charlton | Comentarista en inglés. Traductor.     |
| Jushin Thunder Liger   | Keiichi Yamada | Entrenador. Comentarista.              |
| Milano Collection A.T. | Akihito Terui  | Comentarista.                          |
| Shinji Yoshino         | Shinji Yoshino | Comentarista.                          |
| Shinpei Nogami         | Shinpei Nogami | Comentarista.                          |
| Walker Stewart         | Walker Stewart | Comentarista en inglés.                |
| Wataru Inoue           | Wataru Inoue   | Embajador.                             |

#### Árbitros
| Nombre         | Nombre Real    | Notas |
| -------------- | -------------- | ----- |
| Kenta Sato     | Kenta Sato     |       |
| Marty Asami    | Marty Asami    |       |
| Red Shoes Unno | Hiroyuki Umino |       |

#### Personal corporativo
| Nombre            | Nombre Real       | Notas                                 |
| ----------------- | ----------------- | ------------------------------------- |
| Junya Iwasaki     | Junya Iwasaki     | Auditor.                              |
| Naoki Sugabayashi | Naoki Sugabayashi | Chairman.                             |
| Takaaki Kidani    | Takaaki Kidani    | Director Representativo de Bushiroad. |

## Salones de la Fama

### Greatest 18 Club
The Greatest 18 Club (El Club de los 18 Grandes, en español) de New Japan fue el primer reconocimiento a glorias pasadas como Salón de la Fama. Fue establecido en 1991 durante el 25ª Aniversario de la carrera de Antonio Inoki, además Lou Thesz introdujo un nuevo campeonato el Greatest 18 Club Championship que fue otorgado a Riki Chosu.
| Año  | Nombre           | Logros |
| ---- | ---------------- | --- |
| 1990 | André the Giant  | Ganador del MSG Tag League 1981, MSG Series 1982, IWGP League 1985 y Sagawa Express Cup. |
| 1990 | Antonio Inoki    | Fundador de NJPW y primer Campeón Peso Pesado de la IWGP. También ganador de varios títulos importantes, incluyendo el Campeonato Mundial Peso Pesado de Artes Marciales de la WWF, Campeonato Nacional Unido de la NWA y el Campeonato Peso Pesado de la NWF.                                   |
| 1990 | Billy Robinson   | 2 veces Campeón Mundial Peso Pesado de la IWA, 1 vez Campeón Nacional Unido de la NWA, 1 vez Campeón Mundial Peso Pesado de la PWF. Ayudó en viajes a jóvenes talentos japoneses. |
| 1990 | Bob Backlund     | 2 veces Campeón Peso Pesado de la WWWF, 1 vez Campeón en Parejas de la WWF. |
| 1990 | Dusty Rhodes     | 3 veces Campeón Mundial Peso Pesado de la NWA, 1 vez Campeón Mundial en Parejas de la NWF. Participó en varios torneos de NJPW. |
| 1990 | Hiro Matsuda     | 2 veces Campeón Mundial Peso Pesado Junior de la NWA, 1 vez Campeón Norteamericano en Parejas de la NWA. |
| 1990 | Hulk Hogan       | Primer campeón del original Campeonato Peso Pesado de la IWGP, Ganador del MSG Tag League de 1982 y 1983, Ganador del IWGP League 1983. También en Estados Unidos fue 6 veces Campeón Peso Pesado de la WWF/Indiscutido de la WWE, 6 veces Campeón Mundial Peso Pesado de la WCW.                |
| 1990 | Johnny Powers    | 1 vez Campeón Norteamericano en Parejas de la NWA. |
| 1990 | Johnny Valentine | 1 vez Campeón Nacional Unido de la NWA. |
| 1990 | Karl Gotch       | Inaugural y 2 veces Campeón Mundial Real. Luchó contra Antonio Inoki en el evento principal del Primer Show de NJPW. Entrenador de varios talentos jóvenes japoneses. |
| 1990 | Lou Thesz        | Considerado uno de los más grandes luchadores profesionales de todos los tiempos. 3 veces Campeón Mundial Peso Pesado de la NWA, 3 veces Campeón Mundial Peso Pesado de la National Wrestling Association, 2 veces Campeón Mundial Peso Pesado. Entrenador de varios talentos jóvenes japoneses. |
| 1990 | Muhammad Ali     | Considerado uno de los más grandes boxeadores profesionales de todos los tiempos. 3 veces Campeón lineal Mundial Peso Pesado. Se enfrentó a Antonio Inoki en un combate de luchador vs. boxeador, que es considerada la precursora de las artes marciales mixtas.                                |
| 1990 | Nick Bockwinkel  | 4 veces Campeón Mundial Peso Pesado de la AWA, 3 veces Campeón Mundial en Parejas de la AWA. |
| 1990 | Seiji Sakaguchi  | 4 veces Campeón Norteamericano de la NWA, 1 vez Campeón Norteamericano Peso Pesado de la NWF, 1 vez Campeón Norteamericano Peso Pesado de la WWF. |
| 1990 | Stan Hansen      | 1 vez Campeón Peso Pesado de la NWF. |
| 1990 | Strong Kobayashi | 2 veces Campeón Norteamericano en Parejas de la NWA. |
| 1990 | Verne Gagne      | 10 veces Campeón Mundial Peso Pesado de la AWA, 4 veces Campeón Mundial en Parejas de la AWA, 1 vez Campeón Mundial Peso Pesado de la IWA. |
| 1990 | Wim Ruska        | Luchador y judoca profesional, único atleta en ganar 2 medallas de oro olímpicas en Judo. |

1. 

### Greatest Wrestlers
NJPW Greatest Wrestlers (Los Grandes Luchadores de NJPW, en español) fue el segundo Salón de la Fama de New Japan, establecido en 2007 para honrar a los luchadores que han luchado por la promoción. De 2007 a 2011, las inducciones comenzaron el 6 de marzo, aniversario de la fundación de la promoción.
| Año  | Nombre            | Logros |
| ---- | ----------------- | --- |
| 2007 | Antonio Inoki     | Fundador de NJPW y primer Campeón Peso Pesado de la IWGP. También ganador de varios títulos importantes, incluyendo el Campeonato Mundial Peso Pesado de Artes Marciales de la WWF, Campeonato Nacional Unido de la NWA y el Campeonato Peso Pesado de la NWF. |
| 2007 | Seiji Sakaguchi   | 4 veces Campeón Norteamericano en Parejas de la NWA, 1 vez Campeón Norteamericano Peso Pesado de la NWF, 1 vez Campeón Norteamericano Peso Pesado de la WWF.                                                                                                   |
| 2007 | Kantaro Hoshino   | Una vez Campeón Mundial en Parejas de la IWA con Kotetsu Yamamoto como The Yamaha Brothers. También conocido por ser promotor y mánager. |
| 2007 | Kotetsu Yamamoto  | Una vez Campeón Mundial en Parejas de la IWA con Kantaro Hoshino como The Yamaha Brothers. |
| 2007 | Shoji Kai         | Ganador de la Copa Karl Gotch en 1976. Famoso por ser el oponente para el debut de muchas leyendas, incluyendo Kotetsu Yamamoto, Rusher Kimura, Masa Saito, Tatsumi Fujinami, Osamu Kido, Mitsuo Momota, Satoru Sayama (el Tiger Mask original) y Hiro Saito.  |
| 2009 | Kuniaki Kobayashi | Uno de los mejores pesos pesados junior de NJPW de la década de 1980 y uno de los pocos en ganar los campeonatos de la categoría tanto en New Japan como en All Japan Pro Wrestling.                                                                           |
| 2009 | Akira Maeda       | Dos veces Campeón en Parejas de la IWGP. Fundador de Universal Wrestling Federation y Fighting Network Rings. |
| 2009 | Black Cat         | Una vez Campeón Nacional Peso Pesado Junior de México y campeón en Parejas de Naucalpan. |
| 2010 | Animal Hamaguchi  | Entrenador y dos veces Campeón en Parejas All Asia. También cuatro veces Campeón en Parejas de la IWA. |
| 2010 | Shinya Hashimoto  | Uno de Los tres mosqueteros (junto a Keiji Mutō y Masahiro Chono). Tres veces Campeón Peso Pesado y en Parejas de la IWGP. Fundador de Pro Wrestling ZERO1. |
| 2011 | Don Arakawa       | 1 vez Campeón en Parejas del Caribe de la WWC. Más conocido como un luchador underdog y de comedia. |

## Transmisiones
Local:
- TV Asahi (1973–presente, en la actualidad emitiendo el programa semanal World Pro-Wrestling, y eventos especiales en vivo a través de los canales de televisión por suscripción: TV Asahi Channel 1 y TV Asahi Channel 2)[60][61][62]
- Fighting TV Samurai (1996–presente, en la actualidad emitiendo eventos especiales en vivo, shows retrospectivos y el programa NJPW Battle DX)
- AbemaTV (2014–presente, servicio de televisión en línea, streaming en vivo de episodios del programa World Pro-Wrestling)

Internacional (anterior):
- Eurosport (1990–2007, Europa, episodios doblados de World Pro-Wrestling y eventos importantes para diversos mercados del continente)
- The Wrestling Channel (2002–2005, Reino Unido e Irlanda, transmisiones de eventos importantes)
- J-One (2018–2020, Francia, con doblaje y comentarios en francés)[63]
- 1Sports (2020, Subcontinente indio, emisión de la versión de AXS TV del programa World Pro-Wrestling)[64]
- DSport/Eurosport (2017–2021, Subcontinente indio, emisión de la versión internacional del programa World Pro-Wrestling)[65]
- FX (2018–2020, Corea del Sur)[66]
- AXS TV (2014–2019, 2022–2024, Estados Unidos, emisión del programa semanal World Pro-Wrestling y eventos importantes, con comentarios en inglés.)[67]
- Fight Network (2016–2019, 2022–2024, Canadá, emisión de la versión de AXS TV del programa semanal World Pro-Wrestling)[67]

Internacional (actual):
- The Roku Channel (2021–presente, Estados Unidos, Reino Unido y Canadá, emisión de la versión internacional del programa World Pro-Wrestling.)[68]
- Extreme Sports Channel (2023–presente, Europa)[69]

Mundial:
- NJPW World (servicio de streaming, en conjunto con TV Asahi, transmitiendo la mayoría de los eventos de NJPW en vivo, así como contenido de vídeos bajo demanda, documentales y anime, así como también contenido de otras promociones como el programa semanal de CMLL Super Viernes)